# 센트로 피난시에로 콘피난사스
센트로 피난시에로 콘피난사스(스페인어: Centro Financiero Confinanzas, 콘피난사 금융 센터)는 베네수엘라의 수도 카라카스에 있는 마천루로, 베네수엘라에서 3번째로 높은 미완공된 버려진 마천루다. 토레 데 다비드(스페인어: Torre de David, 다비드의 탑)라고도 불린다. 그것은 파르퀘 센트럴 콤플렉스의 쌍둥이 빌딩 뒤에 세 번째로 높은 마천루다. 타워 건설은 1990년에 시작되었지만 베네수엘라의 금융 위기로 인해 은행 파산인 1994년 공정률 90%인 상태에서 공사가 중단되었다. 2018년 현재 건물은 불완전하고 미사용 상태로 남아있다. 그것은 2018년 8월 21일과 22일에 발생한 두 번의 지진으로 인해 손상되었다.

## 개요
로비나 회의실, 헬리포트를 갖는 높이 190m, 45층의 타워 A를 비롯해 6개의 건물로 구성된다. 건축자 다비드가 1993년에 사망하고, 1994년에 일어난 금융 위기로 인해 건물은 정부의 통제하에 놓였다. 내부는 물이나 배전 시설, 엘리베이터, 발코니 난간, 또는 벽이나 창문에 미완성 부분이 있었다. 베네수엘라 대규모 주택난으로 2007년 10월경부터 슬램 건물이 되어 불법 거주자가 정착하기 시작했다. 건물의 28층까지 700가구, 2500명이 살고있다. 거주자들 자신들에 의해 이발소와 식당, 피트니스 클럽 등이 운영되고 있다. 또한 거주자들이 들어와 살면서 한쪽 벽면의 창문을 떼어냈다.
2014년 7월 22일, 베네수엘라 정부 측이 건물 거주민들을 모두 퇴거시키고 도시 외곽의 한 아파트로 강제 이주시켰다고 《엘 우니베르살》이 보도했다.

## 역사

### 건설 및 금융 위기
카라카스 시내에 있는 이 탑은 1993년 암으로 사망하고 탑의 주요 투자자인 다비드 브릴렘보어그의 이름을 따서 "토레 데 다비드"로 별명을 붙였다. 1994년의 은행 위기 때 정부는 건물을 장악했고 그 이후로 완공되지 않았다. 건물에는 엘리베이터가 없고, 전기가 설치되어 있고, 물이 흐르고, 발코니 난간, 창문, 심지어는 여러 곳의 벽이 없다. 이 복합 단지에는 엘 아트리오 (로비 및 회의실), 높이가 190m이고 45층에 달하는 토레 A는 여전히 헬리콥터, 토레 B, 에디피시오 K, 에디피시오 Z 및 12층 주차장이 포함되어 있다.
2001년 베네수엘라 정부는 이 단지를 경매하려고 시도했지만 아무도 제안을 하지 않았다.

### 불법 거주자의 거주

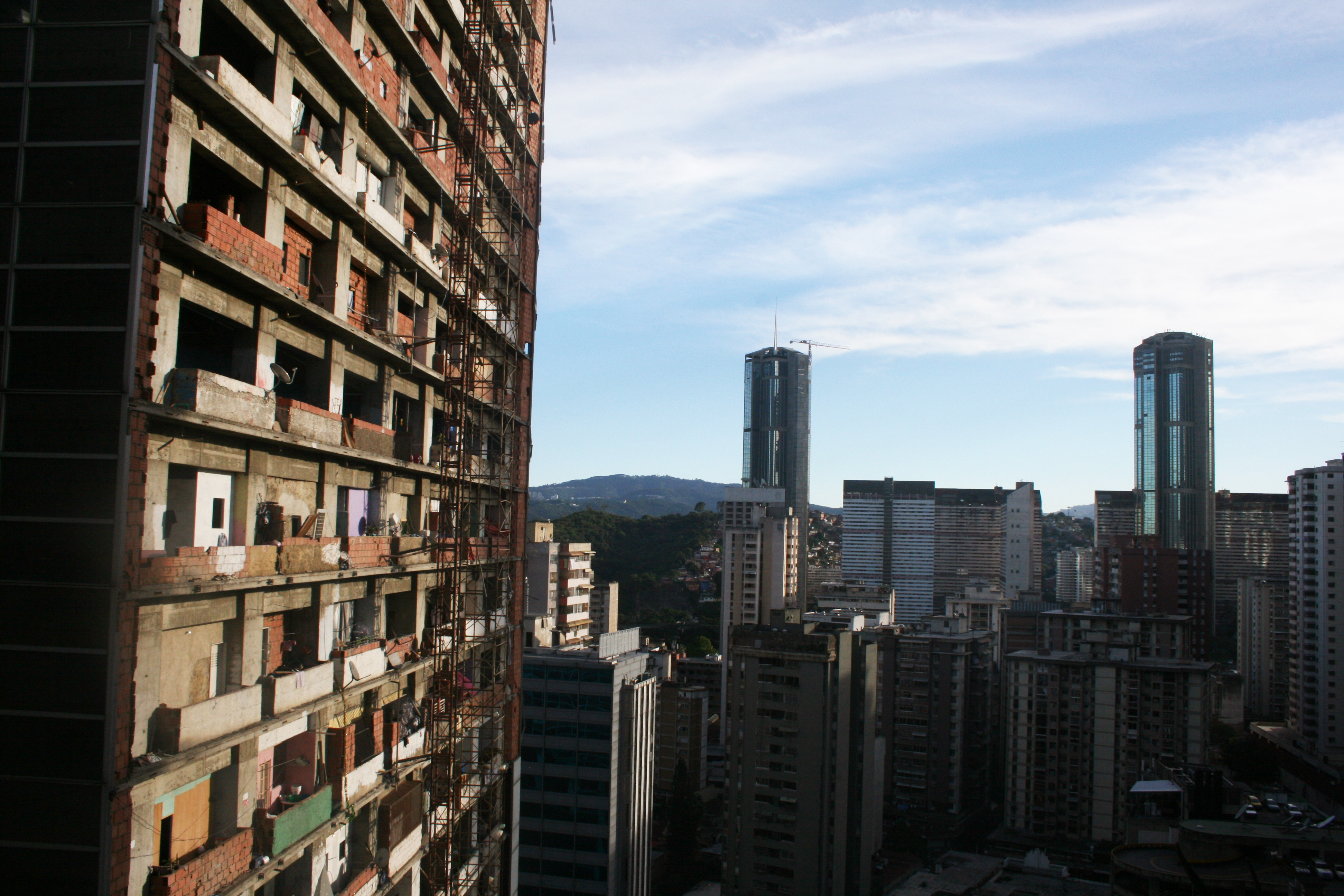
2013년 12월 센트로 피난시에로 콘피난사스(토레 데 다비드)의 외관.

2000년대와 2010년 카라카스는 2011년 약 400,000대의 카라카스 주택 부족으로 어려움을 겪었다. 볼리바르 정부에서 발생한 수용에 대한 두려움 때문에 베네수엘라에서 주택 건설이 중단되었고 정부도 건설할 수 없었다. 베네수엘라 사람들에게 충분한 집. 카라카스 주민들은 곧이 단지를 둘러싼 건물을 점령하기 시작했다.
주택 부족은 2007년 10월에 전과자에 의해 주도된 불법 거주자들의 복합 건물 점령으로 이어졌으며 카라카스의 비공식 공동체의 약 40%에 해당하는 200여가구가 센터를 인수했다. 주민들은 즉석에서 22층까지 물이 공급되는 기본적인 유틸리티 서비스를 제공했다. 그들은 오토바이를 사용하여 처음 10층을 오르 내릴 수 있었지만 나머지 층은 계단을 사용해야 했다. 주민들은 28층까지 살았고 많은 보데가스들이 있었다. 이발소, 뷰티 살롱, 심지어는 면허가없는 치과 의사도 건물에서 운영된다. 일부 주민들은 건물의 주차장 안쪽에 차를 주차했다.
인구는 2011년까지 타워에 살고있는 2,500명이 넘는 주민들로 구성된 700가구로 늘어 났으며 인구는 5,000명에 이른다.

### 이주
2014년 7월 22일, 베네수엘라 정부는 타워에서 수백 명의 가족을 대피시키고 카라카스 남쪽의 쿠아에 있는 새로운 주택으로 이사하기 위해 이른바 "자모라 작전 2014(Operation Zamora 2014)"를 시작했다. 2015년 6월까지 모든 거주자가 새로운 주택으로 이전되었다. 재배치된 탑 거주자들을 위해 정부가 제공한 일부 주택은 이미 정부 시설을 인수한 불법 거주자들에 의해 점령당했다.

### 가능한 미래

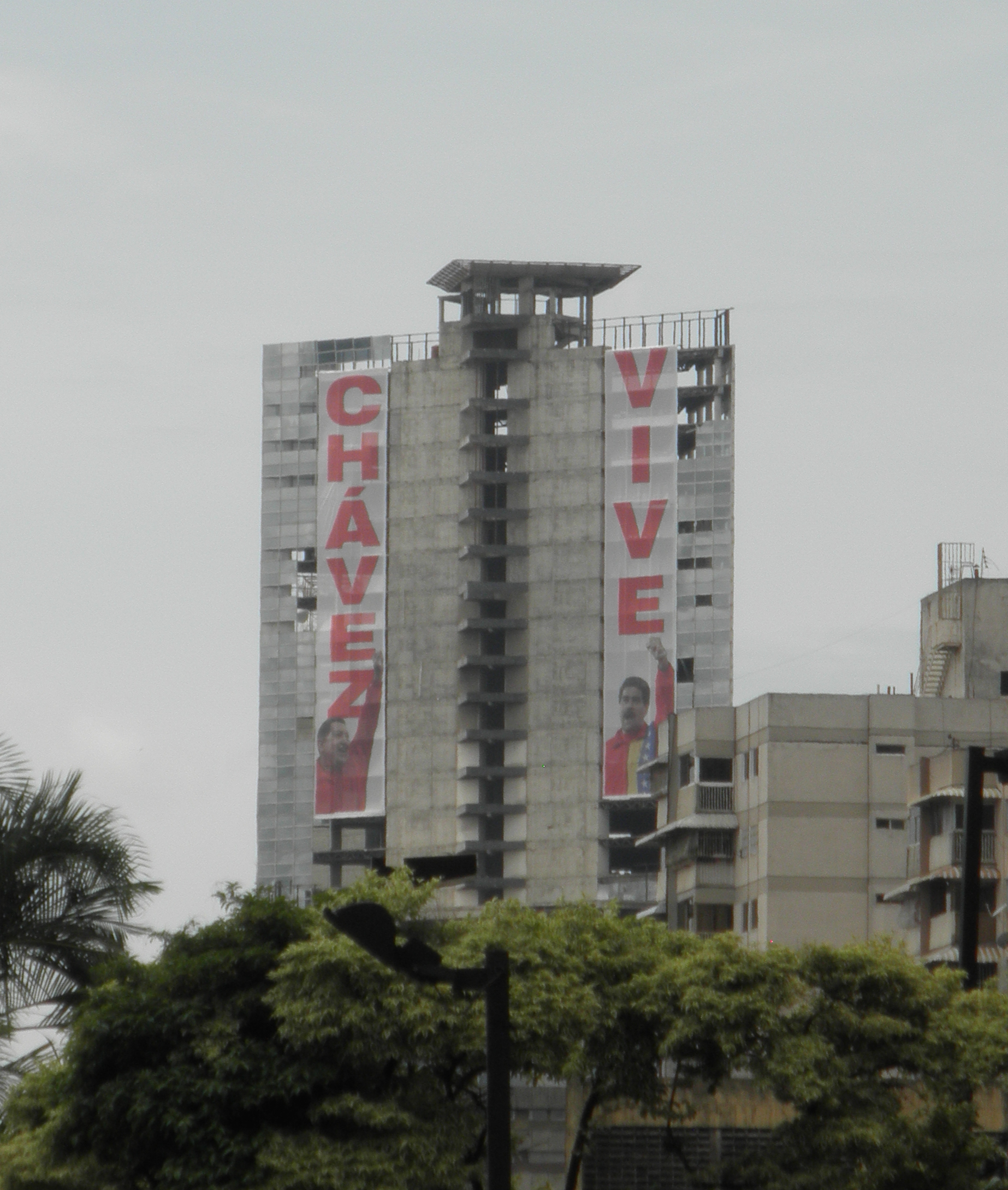
볼리바르의 선전 현수막을 장식한 2014년 탑은 "차베스의 삶"

타워의 주요 투자자였던 다비드 브릴렘보어그의 후임자인 알프레도 브릴렘보어그는 "비공식적인 정착촌" 개발에 대한 국제적인 관심을 촉구하는 우르반 싱크 탱크를 설립했다. 이 그룹은 베니스 비엔날레의 2012 베네치아 비엔날레 건축전에서 황금사자상을 수상한 단지로 잠재적 개선을 이루는 방법에 관한 다큐멘터리를 만들었다.
2014년 7월 이전된 탈 쿠알 신문은 중국 은행이 타워를 구입하고 본래의 용도로 리노베이션하는데 관심이 있다고 보도했다. 2014년 7월 23일 니콜라스 마두로(Nicolás Maduro) 대통령 정부는 정부가 이 건물을 어떻게 처리해야 할지를 결정하지 않았지만 적어도 세 가지 옵션을 고려하고 있다고 말했다. "일부는 철거를 제안하고 있으며 다른 일부는 경제적, 상업적 일부는 건물 주택을 제안하고 있습니다... 우리는 토론을 열 것입니다." 2015년 4월 에르네스토 비예가스 수도 정부의 수장은 이 타워가 일시적으로 응급 치료의 중심지로 사용될 것이라고 발표했다. 비예가스는 방위군, 소방서 및 시민 보호국 관료의 구성원이 일반인에게 봉사하기 위해 건물에 설치될 것이라고 밝혔다.
그러나 2016년 4월에 중국은행 제안이 무산되었고 타워가 사용되지 않았다고 보고되었다. 그 이후로이 탑은 불완전한 채로 남아있다.
2018년 8월 21일, 지진으로 타워가 크게 손상되어 상위 5개 층의 부분 붕괴가 발생하여 영향을 받은 부분이 바깥쪽으로 25도 기울어졌다.

## 대중문화
- 우르반 씽크 탱크의 다큐멘터리 토레 다비드는 2012년 베네치아 비엔날레 건축전에서 황금사자상을 수상했다.[4]
- 2013년 토레 데 다비드는 TEDCity2.0의 TED 톡 프리젠테이션에서 사진 작가 이반 반이 "예상치 못한 장소의 독창적인 주택"이다.
- 2013년에 타워의 연구인 토레 다비드: 비공식적인 수직 공동체라는 책이 발표되었다.[7]
- 미국의 TV 드라마 홈랜드(Homeland)의 2013년 에피소드 "타워 오브 다비드"가 건물에 세워졌다 (푸에르토리코에서 촬영됨).[18]
- 2014년 5월 BBC 월드 뉴스 다큐멘터리 <우리의 세계>에 이 타워가 등장했다.[19][20]
- 2016년 PM 프레스가 출간한 JJ 아마와로 윌슨 (저자 다비드 헨리 윌슨의 아들)[21]가 제작한 담니피차오스는 다비드 타워의 직업에 기반을 두고 있다.[22]
- "루이나" 보관됨 2018-08-08 - 웨이백 머신 토레 다비드의 내부 생활과 조직에 관한 다큐멘터리

## 같이 보기
- 베네수엘라의 마천루 목록
- 남아메리카의 마천루 목록
- 구룡채성 - 유사한 방식으로 거주되는 임시 변통의 건물들
- 폰테시티 아파트
- 류경호텔